# 利害
| ウィキペディアには「利害」という見出しの百科事典記事はありません（タイトルに「利害」を含むページの一覧/「利害」で始まるページの一覧）。 代わりにウィクショナリーのページ「利害」が役に立つかもしれません。 |